# Gorge de Loup (metrostation)
Gorge de Loup is een metrostation aan lijn D van de metro van Lyon in het 9e arrondissement van de Franse stad Lyon. In dit station kan teven overgestapt worden op de trein in het station Lyon-Gorge-de-Loup, en bevindt zich er boven de grond het belangrijkste busstation van het westelijke gedeelte van de agglomeratie Lyon.
Het station is geopend op 9 december 1991, toen lijn D in gebruik genomen werd, en was het westelijke einstation van de lijn tot 28 april 1997, toen de uitbreiding naar Gare de Vaise geopend werd. In tegenstelling tot de meeste metrostations in Lyon, heeft dit station een origineel ontwerp.

## Ligging
Tussen Gorge de Loup en metrostation Vieux Lyon zit de langste tunnelbuis zonder halte: de metro daalt hier af over een afstand van ongeveer 1700 meter, na een bocht naar links, door een kaarsrechte tunnelbuis onder de heuvel Fourvière door.
De twee perrons zitten direct onder de oppervlakte van de Rue du Sergent Michel Berthet waaraan het station voor stadsbussen gelegen is. Een verdieping lager, dus op hetzelfde niveau als de sporen, bevindt zich het station voor streekbussen en het station Lyon-Gorge-de-Loup, waar regionale treinen stoppen. Ten slotte is er hier ook een P+R.